# Ludwig Beckmann

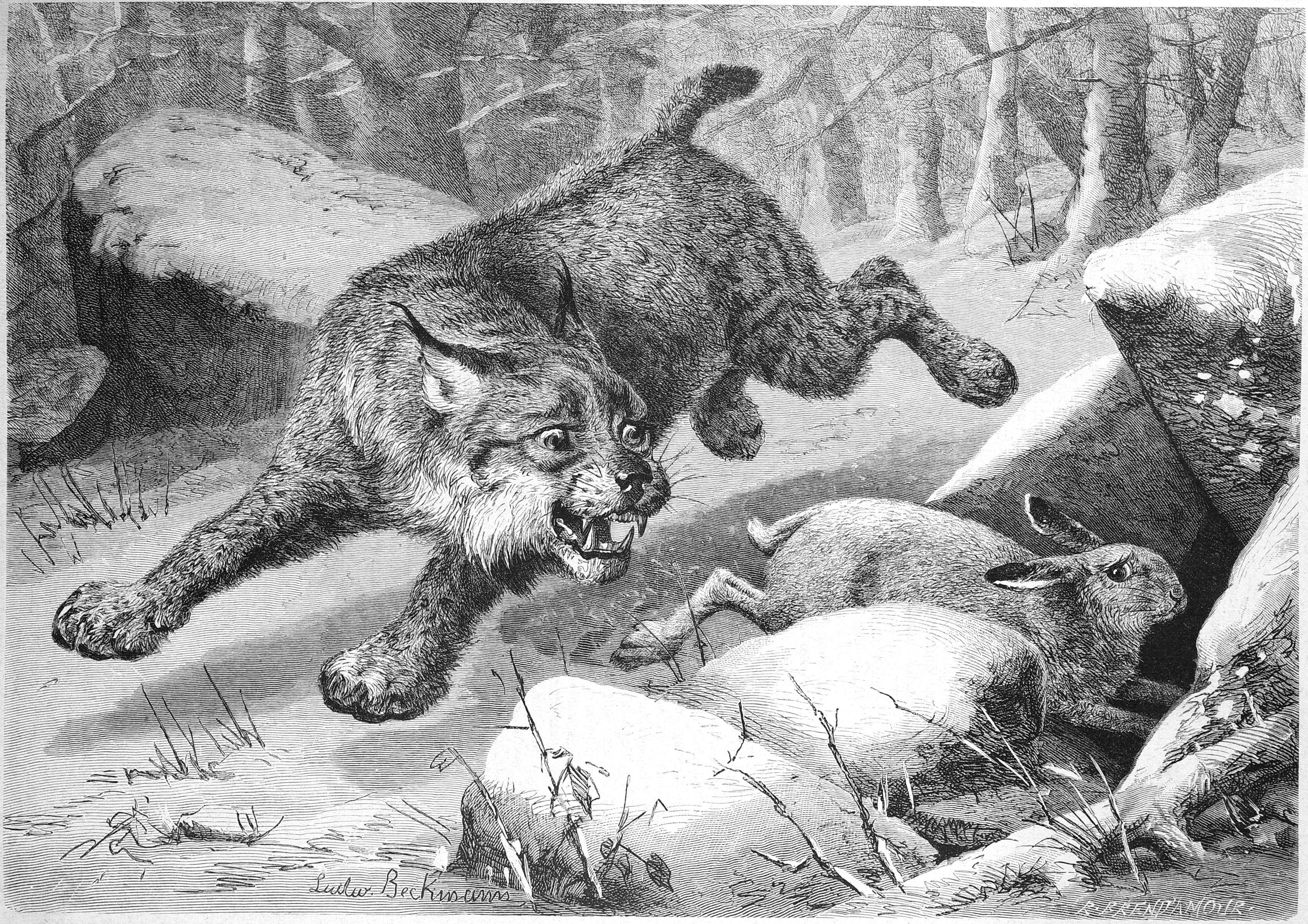
Luchs und Schneehase. In: Die Gartenlaube. 1880

Ludwig Beckmann (auch: Ludwig Konrad Beckmann und Conrad Ludwig Beckmann; * 21. Februar 1822 in Hannover; † 8. Januar 1902 in Lohausen bei Düsseldorf) war ein deutscher Maler.

## Leben
Beckmann war der Sohn eines Wagenfabrikanten und erlernte zunächst auf Wunsch seiner Eltern den Beruf des Wagenbauers. In der Folge verfasste er die Bücher Über die Bedeutung des Wagens in der Kulturgeschichte und das Theoretisch-practisches Handbuch für Wagenbauer, das in mehreren Auflagen erschien. Sein Interesse an der Jagd führte dazu, dass er sich dem Studium des Tierlebens und der Tiermalerei widmete. Zugleich machte er anatomische und zoologische Studien und fertigte Illustrationen für literarische Werke.
Er ließ sich in Düsseldorf nieder, wo er vorzugsweise im Auftrag englischer Kunstfreunde eine Reihe tüchtiger Ölbilder, unter denen gelungene Eber- und Bärenjagden, geschaffen hat. Er schuf Holzschnitte für illustrierte Zeitungen und Zeitschriften, wie Die Gartenlaube, zu denen er gelegentlich den Text selbst verfasste. Auch lieferte er zahlreiche Illustrationen für Bücher wie Brehms Tierleben. Beckmann veröffentlichte als Schriftsteller Reinke Fuchs (Düsseldorf 1856) sowie unter dem Pseudonym Revierförster Holster Jagdhumoresken (z. B. Idiotismus venatorius, Düsseldorf 1858).
„Als Kynologe war Beckmann eine Autorität ersten Ranges.“ Sein Hauptinteresse galt (wie das von Jean Bungartz) dabei den englischen Rassen, während Richard Strebel in seinen Werken den deutschen Rassen mehr Gewicht verlieh. Beckmanns kynologisches Hauptwerk ist die zweibändige Geschichte und Beschreibung der Rassen des Hundes, die 1894/1895 erschien.

## Werke (Auswahl)

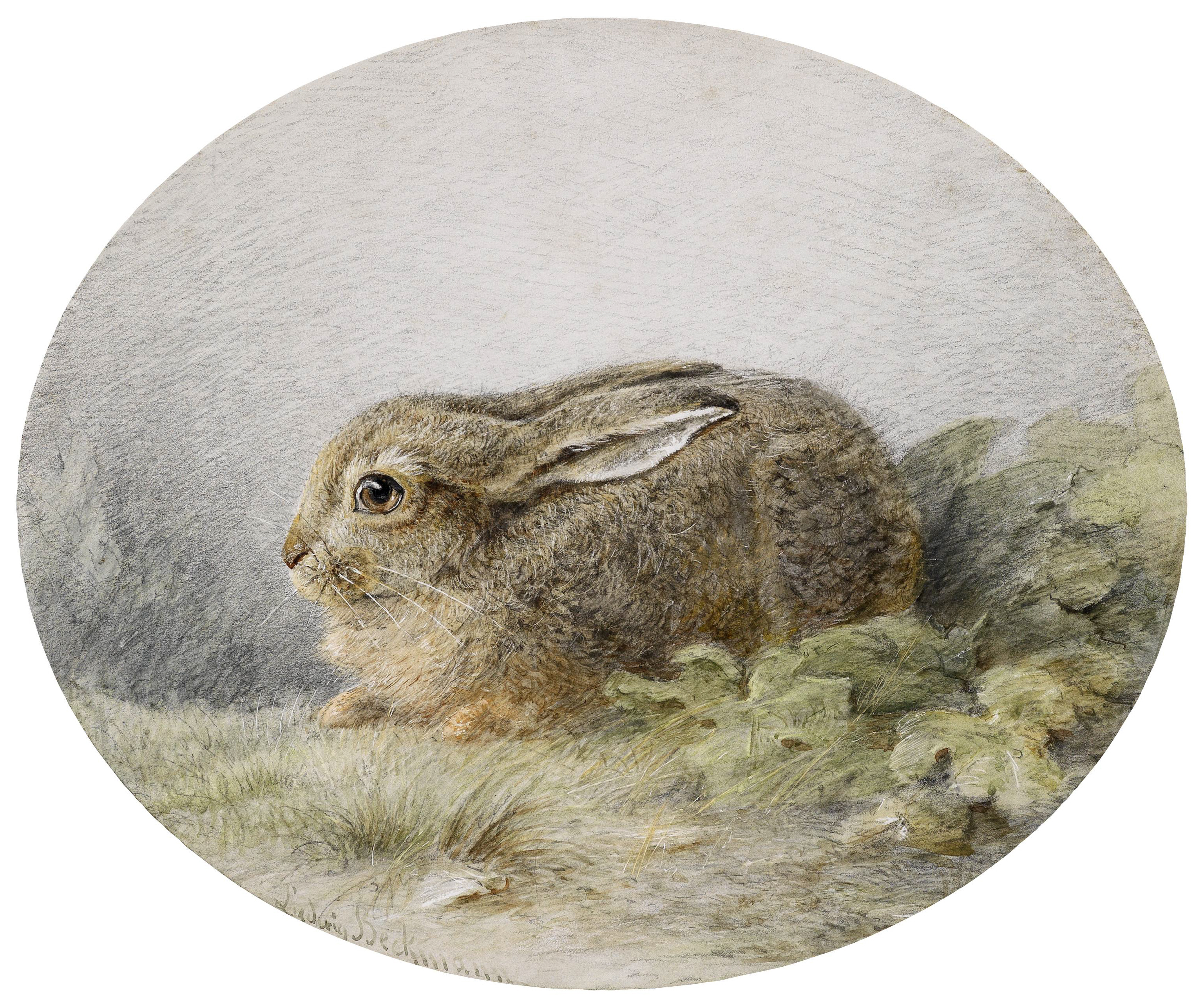
Feldhase, Aquarell auf Papier

- 1851: Ibrahim, Kohlfuchs-Hengst des Königs Ernst August nebst einem Hunde. Für Ernst August von Hannover.[7]
- 1858: Reiher und Robrdommel, Wildfütterung (Kunstausstellung München)
- 1862: Fuchsfamilie (Kunstausstellung Hannover)
- Füchse vor dem Bau (Sammlung Mauere)
- Sauhatz (Zeichnung in Meisterwerke des Holzschnitts Band 3)
- Kämpfende Hirsche (Zeichnung in Meisterwerke des Holzschnitts Band 9)

## Schriften
- Theoretisch-practisches Handbuch für Wagenbauer, Wagenfabrikanten und alle bei’m Wagen- und Luxuswagenbau beschäftigten Künstler und Arbeiter, wie auch für Besitzer von öffentlichen und Luxusfuhrwerken. Mit einem Anhange, betreffend die Construction der Eisenbahn-Waggons, nach den neuesten Fortschritten dieses Gewerbes herausgegeben von Ludwig Beckmann in Hamburg, 3. verbesserte und vermehrte Auflage, mit einem Atlas von 46 Quart und 1 Foliotafel, Verlag, Druck und Lithographie: B. F. Voigt, Weimar 1855 (archive.org).
- Thierstudien nach der Natur gezeichnet und lithographirt von L. Beckmann. Heft 1–4, Hannover 1856.
- Geschichte und Beschreibung der Rassen des Hundes. Zwei Bände. Friedrich Vieweg, Braunschweig 1894 und 1895 (archive.org, archive.org).
- Herrn Conr. Ludwig Beckmann, (Verfasser des „Idiotismus Venatorius.“) Reinke Fuchs. Das ist: Ein sehr Nutz-, Sinn- und Lehrreiches Büchlein, darein auf verblümte, jedoch löbliche Schreibart der Thierwelt Wesen, Tugenden und Laster mercklich beschrieben. Aufs Neue in jetziger Zeit üblichen Reimarten verarbeitet und mit sehr angenehmen Kupffern versehen …. Druck und Verlag von Arnz & Comp., Düsseldorf 1856, urn:nbn:de:hbz:061:2-18226.